# Vesaignes-sous-Lafauche
Vesaignes-sous-Lafauche é uma comuna francesa na região administrativa da Champanha-Ardenas, no departamento de Haute-Marne. Estende-se por uma área de 13,78 km². Em 2010 a comuna tinha 132 habitantes (densidade: 9,6 hab./km²).